# Terebieżów Dolny
Terebieżów Dolny (błr. Ніжні Церабяжоў; ros. Нижний Теребежов, hist. również Terebezów) – wieś na Białorusi, w rejonie stolińskim obwodu brzeskiego, około 11 km na południowy zachód od Stolina, nad meandrami starorzecza Horynia i przy granicy z Ukrainą.
W Terebieżowie Dolnym istnieje wybudowana w 1872 roku parafialna cerkiew prawosławna pw. św. Proroka Eliasza.

## Historia
Po II rozbiorze Polski w 1793 roku Terebieżów, wcześniej należący do województwa brzeskolitewskiego Rzeczypospolitej, znalazł się na terenie guberni mińskiej Imperium Rosyjskiego. W czasach carskich i II Rzeczypospolitej do 1928 siedziba gminy Terebieżów. W II połowie XIX wieku we wsi funkcjonowała gorzelnia.
Po ustabilizowaniu się granicy polsko-radzieckiej w 1921 roku Terebieżów Dolny znalazł się na terenie Polski, w powiecie stolińskim województwa poleskiego. W 1928 roku gminę Terebieżów zlikwidowano, a miejscowość weszła w skład gminy Stolin. Od 1945 w granicach Związku Sowieckiego. Od 1991 w niepodległej Białorusi.

### Majątek
Słownik geograficzny Królestwa Polskiego podaje, że w 1558 właścicielem tych dóbr był kniaź Bohdan Sołomerecki. Majątek wielokrotnie zmieniał właścicieli do XIX wieku, gdy w 1856 roku od M. Sołtana dobra te (7207 dziesięcin ziemi) kupił Cezary Antoni Olesza (1820–1892), rotmistrz w gwardii rosyjskiej, właściciel pobliskiego Bereźnego. Antoni Olesza kilka lat przed powstaniem styczniowym odszedł z wojska i zajął się własną gospodarką. Mimo że był przeciwnikiem powstania, gorliwie opiekował się powstańcami po jego upadku, ukrywając ich, udzielając im zapomóg, ułatwiając wyjazd zagranicę, ratując ich majątki przed konfiskatą. Miał 11 dzieci, w tym 6 synów. Po jego śmierci Terebieżów przypadł jego synowi, również Cezaremu (zm. 1911), prawnikowi. Cezary wydał ogromne sumy na budowę nowego pałacu. Zagrożony bankructwem popełnił w pobliskim lesie samobójstwo. Został tamże pochowany. Wdowa po nim sprzedała należące do rodziny majątki. Terebieżów kupił Jerzy Uznański (1884–1955) z Szaflar, który był ostatnim właścicielem majątku.

## Dawny pałac

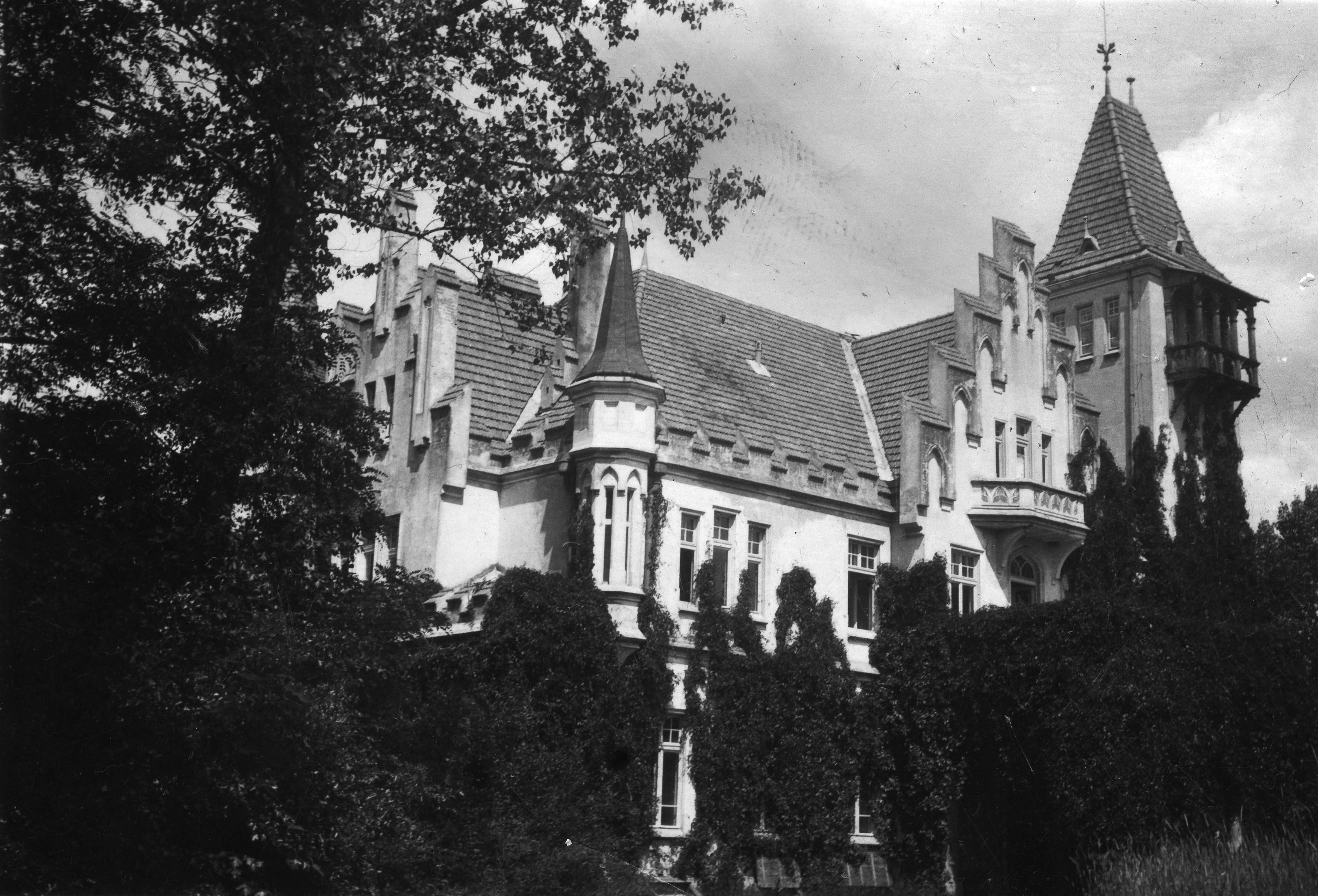
Pałac w Terebieżowie

Cezary Olesza, który kupił Terebieżów, mieszkał do śmierci w siedzibie Oleszów, Bereźnie. Tu osiadł dopiero jego syn Cezary, który początkowo mieszkał w starym klasycystycznym, okazałym dworze. Z tego czasu pochodził piękny park i dwie budowle: kaplica domowa (rozebrana w latach 80. XX wieku) i murowana, stylowa altana (świątynia grecka), na 4 kolumnach.
Na przełomie XIX i XX wieku Cezary Olesza postanowił wznieść tu wielki, neogotycki pałac. Zaprojektował go Julian Lisiecki. Budynek został ukończony w 1908 roku. Mimo że był zaprojektowany na planie prostokąta, wielka liczba wież, wieżyczek i krenelaży tworzyła bardzo zróżnicowaną bryłę.
Na wprost portyku znajdowała się żeliwna brama z neogotyckim pawilonikiem dla dozorcy. Aleja wiodąca do pałacu była obsadzona lipami i kończyła się wielkim, owalnym gazonem. Wokół był duży park krajobrazowy z malowniczym jeziorem.
Resztki parku pozostały do dziś. W 1939 roku, po zajęciu Terebieżowa przez Armię Czerwoną w pałacu urządzono dom kultury. W 1943 roku Niemcy zburzyli pałac.
Majątek w Terebieżowie jest opisany w 2. tomie Dziejów rezydencji na dawnych kresach Rzeczypospolitej Romana Aftanazego.